# Agdistis ingens
Agdistis ingens là một loài bướm đêm thuộc họ Pterophoridae. Nó được tìm thấy ở miền nam Nga, Trung Quốc (Gansu), Mông Cổ, Tadzhikistan, Kirghistan, Kazakhstan, Uzbekistan, Turkmenistan và Afghanistan.
Sải cánh dài 32–35 mm.